# Ланча Тема
Ланча Тема е италиански седан от висок клас, произвеждан от 1984 г. Автомобилът връща компанията към триобемните каросерии.

## История
Влиянието на Фиат груп се засилва особено през периода на 80-те години. Проектът за нова гама автомобили висок клас е стартиран през 1982 г. Новите автомобили ще бъдат продавани под логото на Фиат, Алфа Ромео, Ланча и от сключеното споразумение с Дженерал мотърс шведския производител СААБ. По време на представянето на автомобила в Италия голям интерес към него са проявили и близките на основателя на компанията – Винченцо Ланча. Докато Ланча Гамма е била голям седан тип купе Ланча Тема има две версии – триобемна лимузина и комби версия.

## Дизайн
Върху външия вид на автомобила работи главният дизайнер Джорджето Джуджаро. Ръбестите форми и новите квадратни фарове са типични за моделите на марката през 80-те години. Задните габарити се отличават с големите задни фарове и притежават една от най-добрата осветеност от своя клас. Комби версията е изработена от Пининфарина.

## Производство
През десетилетието от 1984 до 1994 г. в завода на Ланча Борго сан Палоло и главния завод на Фиат Мирафиори са произведени 336.476 екземпляра от триобемната каросерия и 21 096 от комби версията.